# Leucophlebia
Leucophlebia  es un género de polilla de la familia Sphingidae.

## Especies
- Leucophlebia afra Karsch, 1891
- Leucophlebia caecilie Eitschberger, 2003
- Leucophlebia edentata Rothschild & Jordan, 1916
- Leucophlebia emittens Walker, 1866
- Leucophlebia formosana Clark, 1936
- Leucophlebia frederkingi Eitschberger, 2003
- Leucophlebia hogenesi Eitschberger, 2003
- Leucophlebia lineata Westwood, 1847
- Leucophlebia muehlei Eitschberger, 2003
- Leucophlebia neumanni Rothschild, 1902
- Leucophlebia paul Eitschberger, 2003
- Leucophlebia pinratanai Eitschberger, 2003
- Leucophlebia rosacea Butler, 1875
- Leucophlebia schachti Eitschberger, 2003
- Leucophlebia vietnamensis Eitschberger, 2003
- Leucophlebia xanthopis Hampson, 1910